# Закшево-Велике (Цехановський повіт)
Закшево-Велике (пол. Zakrzewo Wielkie) — село в Польщі, у гміні Ґрудуськ Цехановського повіту Мазовецького воєводства.
Населення — 88 осіб (2011).
У 1975-1998 роках село належало до Цехановського воєводства.

## Демографія
Демографічна структура станом на 31 березня 2011 року:
|          | Загалом | Допрацездатний вік | Працездатний вік | Постпрацездатний вік |
| -------- | ------- | ------------------ | ---------------- | -------------------- |
| Чоловіки | 43      | 6                  | 34               | 3                    |
| Жінки    | 45      | 10                 | 23               | 12                   |
| Разом    | 88      | 16                 | 57               | 15                   |